# L'Auteur et l'écriture
L'Auteur et l'écriture est un essai en deux volumes écrit par Ernst Jünger, publiés respectivement en 1982 et 1988 pour l'édition française (traduction Henri Plard).
Dans l'incipit, l'auteur précise l'origine et le but de son ouvrage :

« Les notes que voici, amassées au hasard des années, sont consacrées à la création littéraire, à ce qu'elle postule, à ce qu'elle entraîne de conséquences, et aussi à ses limites. »

Il existe une version lue par l'auteur éditée chez Deutsche Gramophone en 1995 ainsi que des traductions roumaines et espagnoles.
L'éditeur français Christian Bourgois propose dans l'édition française un index des auteurs et œuvres cités qui permet d'aborder chaque volume de manière transversale.

## Note
1. ↑  Ernst Jünger, L'Auteur et l'écriture, Christian Bourgois, 1995, p. 7.
2. ↑  Alain de Benoist, Ernst Jünger, une Bio-Bibliographie, Guy Trédaniel, 1998, p. 108-109.